# Neosozialismus
Der Neosozialismus (französisch Néo-socialisme) war eine politische Doktrin, die an der Wende von den 1920er zu den 1930er Jahren im Frankreich der Dritten Republik und in Belgien entstand und eine Erneuerung des sozialistischen Denkens anstrebte. Er lehnte sowohl die marxistische Revolution als auch den stückweisen Reformismus ab und befürwortete eine „konstruktive Revolution“, die vom Staat und von Technikern (Ingenieuren, Gewerkschaftern usw.) durch Planung, Lenkung der Wirtschaft usw. durchgeführt werden sollte. Die Suche nach neuen Lösungen führte dazu, dass ein Teil der Anhänger den Faschismus wohlwollend betrachtete und während der Besatzungszeit Teil der Kollaboration wurde. Andere hingegen, die sich für die Résistance entschieden hatten, wurden nach dem Krieg in Frankreich zu Förderern der großen Reformen der Vierten und Fünften Republik.

## Wichtigste Gruppen
- Der Planismus[A 1] wurde Ende der 1920er Jahre vom Führer der Belgischen Arbeiterpartei, Henri de Man, begründet.
- Der wichtigste Ausdruck des Neosozialismus in Frankreich war die Parti socialiste de France-Union Jean Jaurès (1933–1935), eine Abspaltung von der Section française de l’Internationale ouvrière (SFIO) unter der Führung Marcel Déats.
- Die der SFIO treu gebliebenen Neosozialisten wurden in der Gruppe Révolution Constructive zusammengefasst.
- Planismus und Neosozialismus waren in der sozialistischen Confédération générale du travail (CGT) mit von René Belin[1] geführten Strömungen von Bedeutung.
- Der Planismus beeinflusste den linken Flügel der Parti républicain, radical et radical-socialiste: die Erneuerungsradikalen oder Jungtürken (darunter Pierre Mendès France und Pierre Cot).
- Später findet sich der Planismus vor allem im Mendèsismus, im Linksgaullismus[A 2] (Louis Vallon[2]) und in den sozialistischen Clubs der 1960er Jahre.

## Belgien
Der planerische Ansatz war in den Jahren 1933–1934 in der belgischen Arbeiterpartei sehr erfolgreich, wo er mit Unterstützung des rechten (De Man) und linken Flügels (Paul-Henri Spaak) der Partei zur offiziellen Politik wurde, auch wenn der Enthusiasmus 1935 nachließ. Diese Ideen beeinflussten auch die nonkonformistische Bewegung der französischen Rechten.

## Entstehung in Frankreich
Die SFIO spaltete sich 1933 über die Debatte der Regierungsbeteiligung. Sie hatte ab 1924 (Kabinett Herriot I) bis 1926 (Kabinett Herriot II) alle Regierungen im Rahmen des Cartel des gauches gestützt, sich aber personell nicht beteiligt. Eine weitere Regierungsbeteiligung wäre erst nach den Wahlen von 1932 wieder möglich gewesen, die das Cartel gewann. Die SFIO entschied sich allerdings gegen eine vom Cartel geführte Regierung. Dem widersetzten sich Politiker wie Marcel Déat und Adrien Marquet.
Am 6. November 1933 stellt der Nationalrat der SFIO fest (3.046 Mandate gegen 843), dass sich sieben Abgeordnete außerhalb der Partei gestellt hätten: Déat, Cayrel, Marquet, Renaudel, Deschizeaux, Lafont und Montagnon. Im Dezember wurde die neue Partei von etwa 40 Abgeordneten Parti socialiste de France-Union Jean Jaurès gegründet, deren Vorsitzender Max Bonnafous war.
Die neue Partei existierte nur kurze Zeit (in der sie allerdings in drei Kabinetten vertreten war) und ab 1936 gab die SFIO ihre Haltung auf, indem sie die Volksfrontregierung bildete.

## Historische Einordnung
Von Historikern werden die Neosozialisten oft mit den Faschisten gleichgesetzt, vor allem wegen Marcel Déat, der das Rassemblement National Populaire gründete, das kollaborationsfreudiger war als die Vichy-Regierung. Für den Geist der späteren Kollaboration war jedoch die Spaltung in „Münchner und Antimünchner“ von größerer Bedeutung. Der Historiker Serge Berstein spricht in seiner Analyse der Geschichte der SFIO in der Zwischenkriegszeit von einem Generationenkonflikt. Tatsächlich verteilten sich die Neosozialisten in der Folge auf das gesamte Spektrum der französischen Politik:
- Marcel Déat kollaborierte uneingeschränkt und wurde nach dem Krieg in Abwesenheit zum Tode verurteilt;
- Paul Faure, ein bekannter „Münchner“, sagte im Prozess von Riom gegen Léon Blum aus;
- Adrien Marquet war Innenminister unter Pétain bis zum 6. September 1940;
- Max Bonnafous war Minister unter Pétain, half aber der Résistance[10];
- Barthélemy Montagnon schloss sich Marcel Déats Rassemblement national populaire an;
- Henry Hauck, Louis Vallon und Max Hymans waren Résistance-Kämpfer;
- Paul Ramadier stimmte mit den 80 gegen die verfassungsmäßigen Vollmachten für Pétain und schloss sich sofort der Résistance an.